# Martin Hodgson
Pas d'image ? Cliquez ici

a Compétitions nationales et continentales officielles uniquement.

b Matchs officiels uniquement.
Martin Hodgson, né le 26 mars 1909 à Egremont (Angleterre) et mort le 23 juillet 1991 à Swinton (Angleterre), est un joueur anglais de rugby à XIII évoluant au poste de deuxième ligne dans les années 1920, 1930 et 1940. Il effectue toute sa carrière à Swinton avec lequel il remporte le Championnat d'Angleterre en 1928, 1931 et 1935, ainsi que la Challenge Cup en 1928. Il a été sélectionné à seize reprises en sélection de Grande-Bretagne et à neuf reprises en sélection d'Angleterre, avec la première il prend part aux tournées britannique en AUstralie et Nouvelle-Zélande en 1932 et 1936. Il a été introduit au Temple de la renommée du rugby à XIII britannique en 2005.

## Palmarès
- Collectif :
  - Vainqueur de la Coupe d'Europe des nations : 1935 (Angleterre).
  - Vainqueur du Championnat d'Angleterre : 1928, 1931 et 1935 (Swinton).
  - Vainqueur de la Challenge Cup : 1928 (Swinton).
  - Finaliste de la Coupe d'Europe des nations : 1936 et 1937 (Angleterre).
  - Finaliste du Championnat d'Angleterre : 1933 (Swinton).
  - Finaliste de la Challenge Cup : 1932 (Swinton).

- Individuel :
  - Meilleur marqueur de points de la Coupe d'Europe des nations : 1936 et 1937 (Angleterre).